# 柴窝堡站
柴窝堡站位于新疆维吾尔自治区乌鲁木齐县柴窝堡镇，1963年1月15日开始运营，是兰新铁路的一座火车站，等级为五等站，距兰州站1841公里，距乌鲁木齐站51公里，本站及相邻上下行区间均为未电气化区段。本站办理客运，不办理货运业务。邮政编码为830076。2012年10月19日随着“柴窝堡车站微机联锁贯通施工开始”命令的发出，结束了它的历史使命。车站陆续获得过部级红旗中间站、自治区级安全生产先进班组和精神文明先进集体、全国铁路先进班组、全国“五一”劳动奖状等各类荣誉270余次。